# Бітер
Бітер (нім. bitter — гіркий) — група алкогольних напоїв, до якої входять гіркі настоянки та деякі види вермутів і лікерів.
Бітер звичайно готують на основі екстрактів трав, коренів, стеблин і листя лікарських рослин, різних прянощів шляхом настоювання. Як компоненти часто використовують полин, імбир, аніс тощо.

## Деякі марки бітерів
- Ангостура
- Пікон
- Кампарі
- Ундерберг
- Бехерівка
- Єгермайстер (варіанти: Ягермайстер, Джагермейстер)
- Самбука
- Аперолі